# Факула Тортола
Факула Тортола (лат. Tortola Facula) — яркая область (факула) на поверхности Титана, самого большого спутника Сатурна. Максимальный размер — 65 км, координаты центра — 8°48′ с. ш. 143°06′ з. д. / 8,8° с. ш. 143,1° з. д.. Находится на северо-востоке тёмного региона Шангри-Ла по соседству с несколькими другими факулами: западнее расположена факула Крит, юго-западнее — факула Санторини, юго-восточнее — факула Вис.
Именно сюда изначально планировали посадить зонд «Гюйгенс», но планы были изменены из-за проблем со связью.

## Исследование и наименование
Факула Тортола была обнаружена на инфракрасных снимках космического аппарата «Кассини-Гюйгенс», сделанных при первом его сближении с Титаном — 26 октября 2004 года. Разрешение этих снимков составляет около 2 км/пиксель. 12 мая 2008 года она была заснята радаром этого аппарата с намного лучшим разрешением — до 300 м/пиксель.
Сначала эта факула из-за своеобразной формы получила прозвище «Улитка» (англ. The Snail); сравнивали её и с другими объектами. Позже она была названа по имени острова Тортола (Британские Виргинские острова) согласно решению Международного астрономического союза называть факулы Титана именами земных островов. Это название было утверждено МАС в 2006 году.

## Описание и интерпретация
На инфракрасных снимках факула Тортола выглядит как яркий завиток, охваченный прерывистым ярким кольцом диаметром около 30 км. От него отходят два выступа — на юго-запад (больший) и на северо-запад (меньший). На длине волны 2 мкм факула вдвое ярче своих окрестностей. На радарных снимках она выглядит существенно по-другому и не имеет кольцевых деталей. Радиолокация показала, что окружающая факулу тёмная местность богата длинными радарно-тёмными дюнами, вытянутыми с юго-запада на северо-восток. Дюны «обтекают» факулу; видимо, она является препятствием для формирующего их ветра. Она выше ближайших окрестностей примерно на 100 м, однако не выше вершин дюн.
Сначала (по инфракрасным снимкам) факулу Тортола интерпретировали как криовулкан, но радарная съёмка с высоким разрешением этого не подтвердила. Сейчас эту факулу считают просто участком холмистой местности, подобным множеству аналогичных участков на Титане.